# Посольство Івакури

Посольство Івакури. Зліва на право: Кідо Такайосі, Ямаґуті Наойосі, Івакура Томомі, Іто Хіробумі, Окубо Тосіміті

Посольство Івакури (яп. 岩倉使節団, いわくらしせつだん, івакура сіцесудан) — японське посольство під проводом Івакури Томомі до країн Європи і США у 1871—1873 роках. Здійснене з метою скасувати нерівноправні договори 1858 року і вивчити системи управління іноземних держав. Складалося понад сотні осіб, в числі яких були високопосадовці Окубо Тосіміті, Кідо Такайосі та Іто Хіробумі. Незважаючи на невдачу у справі перегляду договорів, сприяло усвідомленню японськими урядовцями цивілізаційно-технологічної переваги Заходу над Азійським світом і дало поштовх до вестернізації і модернізації Японії.

## Короткі відомості
Посольство Івакури перебувало закордоном протягом 1 року і 10 місяців — з грудня 1871 року по вересень 1873 року. Воно відвідало 13 країн: США, Британію, Францію, Бельгію, Голландію, Німеччину, Росію, Данію, Швецію, Італію, Австрію і Швейцарію. Початково посольство складалося з 46 чоловік, а з часом зросло до сотні.
Головою посольства був повноважний посол Японії, правий міністр Івакура Томомі. Посади віце-послів займали Імператорський радник Кідо Такайосі, міністр фінансів Окубо Тосіміті, старший заступник міністра промисловості Іто Хіробумі, молодший заступник міністра закордонних справ Ямаґуті Наойосі.
Завданнями посольства Івакури були:
1. Передача державних грамот державам, які підписали із Японією нерівноправні договори.
2. Проведення підготовчих переговорів щодо перегляду нерівноправних договорів.
3. Вивчення політичної, економічної і соціально-гуманітарної сфер країн Європи та США.

Членам посольства вдалося виконати усі завдання окрім другого.
Чільні посади в посольстві займали вихідці з Сацуми і Тьосю, переважно молоді люди, віком до 30 років. Члени посольства, серед яких було чимало науковців колишнього сьоґунату, детально дослідили державний устрій, економіку, промисловість, військо, суспільний устрій, філософію і релігію західних країн. 42 особи, серед яких були Канеко Кентаро, Дан Такума, Цуда Умеко, залишилися в Європі на стажуванні. Офіційні звіт діяльності посольства склав 100 томів і був виданий 1878 року в 5 книгах.
Після повернення посольства до Японії, його учасники виступили проти агресивної зовнішньої політики в ході урядових дебатів про завоювання Кореї. Після інциденту 1873 року Окубо Тосіміті заснував Міністерство внутрішніх справ, встановив авторитарний режим правління і розгорнув курс на пришвидшену вестернізацію і модернізацію Японії.
Початково оцінка посольства Івакури була невисокою через неспроможність скасувати нерівноправні договори. Цю оцінку переглянули історики 20 століття, які акцентували увагу на дослідницькій роботі членів посольства, що справила визначальний вплив на формування Японії нового часу.

## Члени посольства
- Івакура Томомі
- Кідо Такайосі
- Окубо Тосіміті
- Іто Хіробумі
- Ямаґуті Наойосі
- Танака Фудзімаро